# Table d'écoute
Albums de Médine
Jihad, le plus grand combat est contre soi-même
(2005) Don't Panik Tape
(2008)

Table d'écoute est un album concept ou hors-série autour de la table d'écoute, sur lequel neuf personnalités (parmi lesquelles Diam's, Rim-K du 113, Tiers Monde de Bouchées Doubles, Soprano, Kayna Samet, etc.) introduisent le morceau suivant de l'album.
Après ses deux premiers albums solo, Médine décide de sortir un album contenant diverses apparitions sur mixtape ou compilations. L'album est vite disponible sur Internet, piraté sous le nom de « L'album blanc ». Médine décida alors de sortir un 10 titres inédits. Le 21 novembre 2006, Table d'écoute sort; à l'intérieur, en plus des 10 titres, le CD contient le clip de Boulevard Vincent Auriol, ainsi que divers bonus tels que des photos.
L'album contient notamment 17 octobre, encore un story-telling racontant cette fois ci le massacre du 17 octobre 1961, où des centaines d'Algériens furent massacrés par la police française et jetés dans la Seine alors que le préfet de police était Maurice Papon.
Une autre chanson d'intérêt sur l'EP est « Lecture aléatoire », hommage aux artistes qui ont fait la grandeur du rap français depuis 1998, tels que IAM, NTM, Lunatic, Arsenik, et Kery James ; pour finir sur une véritable définition du rap français : « Sais-tu vraiment ce qu’est le rap français / Pas une machine à sous mais une machine à penser ».
L'EP contient aussi la chanson « Hotmail », qui répond aux détracteurs de Médine qu'il a rencontré sur divers forums, notamment celui du CSA.

## Liste des titres
1. Intro - 3:10
2. Table d'écoute - 5:45
3. Soul Rebel feat Tiers Monde - 5:09
4. Lecture aléatoire - 5:58
5. Machine à écrire feat Aboubakr - 4:29
6. 17 octobre - 5:52
7. Hotmail - 4:12
8. Reconstitution - 5:31
9. Arabian Panther - 4:34
10. Jeune vétéran - 3:12